# Октябрьский сельсовет (Могилёвская область)
Октябрьский сельсовет — упразднённая административная единица на территории Кличевского района Могилёвской области Белоруссии.

## Состав
Включал 8 населённых пунктов:
- Закорки 1 — деревня.
- Закорки 2 — деревня.
- Масницкое — деревня.
- Масное — деревня.
- Миложень — деревня.
- Новый Остров — деревня.
- Октябрьск — деревня.
- Старый Остров — агрогородок.

Упразднённые населённые пункты на территории сельсовета:
- Грядки — деревня.
- Козлы — деревня.
- Новое Село — деревня.